# Tartán

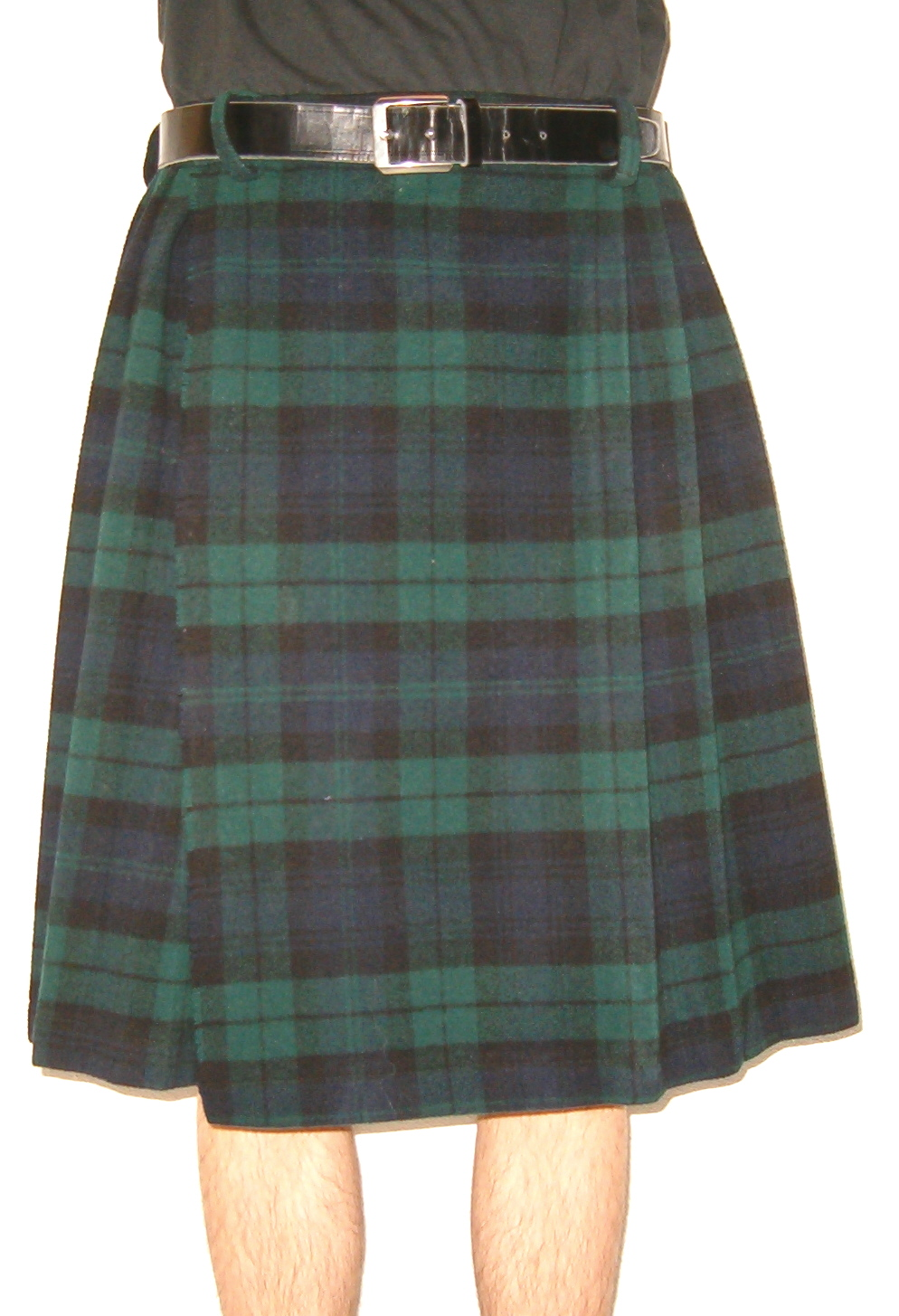
Falda escocesa a la usanza moderna, confeccionado con base en el tartán Black Watch o «Gubernamental».

El tartán (del gaélico escocés: breacan ‘[ˈpɾʲɛxkən]’) es un tipo de tejido asociado tradicionalmente con Escocia. El patrón del tartán o tartan consiste en una serie de líneas horizontales y verticales que, cuando se cruzan, forman un efecto de cuadrados, de ahí que también se conozca como tejido ajedrezado. En Escocia los distintos clanes han adoptado diseños particulares de tartán que los distinguen entre ellos. Aunque se trata de algo típico, no siempre ha sido así. En su origen el tartán estaba hecho de lana, aunque ahora pueden verse realizados en tejidos distintos. Con el tiempo y con la aparición de nuevos materiales, la palabra «tartán» ha pasado de definir el tejido al diseño, independientemente de dónde se plasme.
Cabe mencionar la particularidad de que un trozo del tartán del clan McLaren es colocado en el dorso de la pañoleta scout empleada en el tradicional campamento-escuela Gilwell Park, en honor al clan, pues fue quien donó este centro al escultismo en la persona de Robert Baden-Powell, su fundador. Además del uso de dicha pañoleta en el campo-escuela, ésta la portan los scouts que cuentan con Insignia de Madera.